# 라그나로크

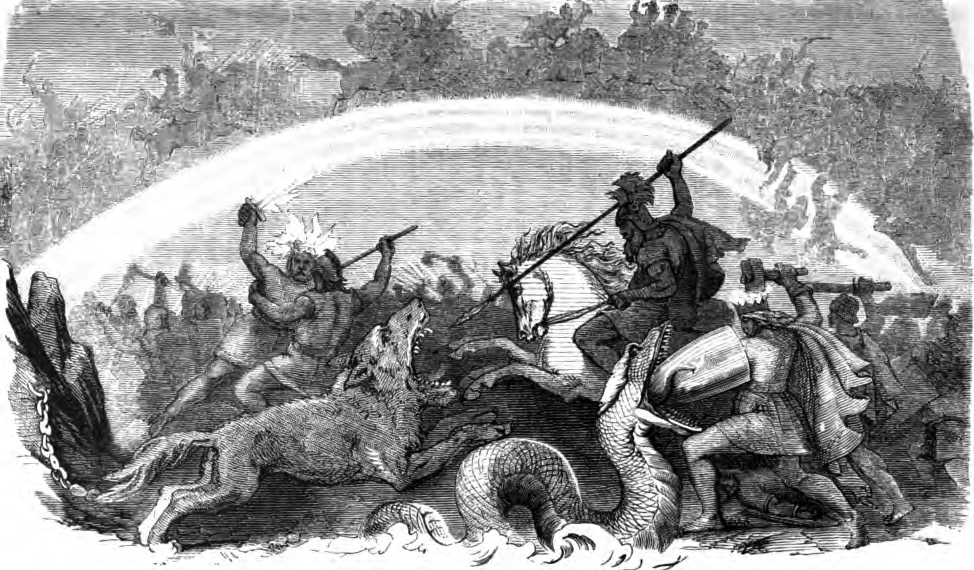
〈파멸할 운명의 신들의 싸움〉. 프리드리히 빌헬름 하이네의 1882년 그림.

라그나로크(고대 노르드어: Ragnarǫk)는 노르드의 말세 신화다. 정확히 말하자면, 라그나로크란 미래에 일어날 것이라고 예언한 일련의 사건이다. 거대한 전쟁이 일어나 신화의 주요 등장인물 대부분이 사망하고, 다종다양한 자연재해가 닥치며, 최종적으로 세계가 물에 잠겨 멸망한다. 그 뒤 풍요로운 신세계가 물속에서 솟아나고, 살아남은 신들이 재회하며, 두 명 인간 생존자로부터 다시 세상은 인간들이 넘치는 곳이 될 것이라고 한다. 다른 뜻으로는 아마겟돈도 있다. 라그나로크는 노르드 문화에서 매우 중요한 사건이며, 다양한 학술 연구, 이론 대상이다.
13세기 이전 서사시들을 모은 《고 에다》가 라그나로크에 관해 언급한 주요 문헌이며, 13세기에 아이슬란드의 스노리 스투를루손이 쓴 《신 에다》도 중요하게 다룬다. 여기서 이 사건은 라그나로크(고대 노르드어: Ragnarǫk) 또는 라그나뢰크(고대 노르드어: Ragnarøkkr)라고 표기하는데, 각각 "신들의 운명", "신들의 황혼"이라는 뜻이다. 19세기 작곡가 리하르트 바그너가 자기 오페라 《니벨룽겐의 반지》의 마지막 작품에 《신들의 황혼》(1876년)이라는 제목을 사용한 이후 이 용어도 널리 사용했다.

## 어원

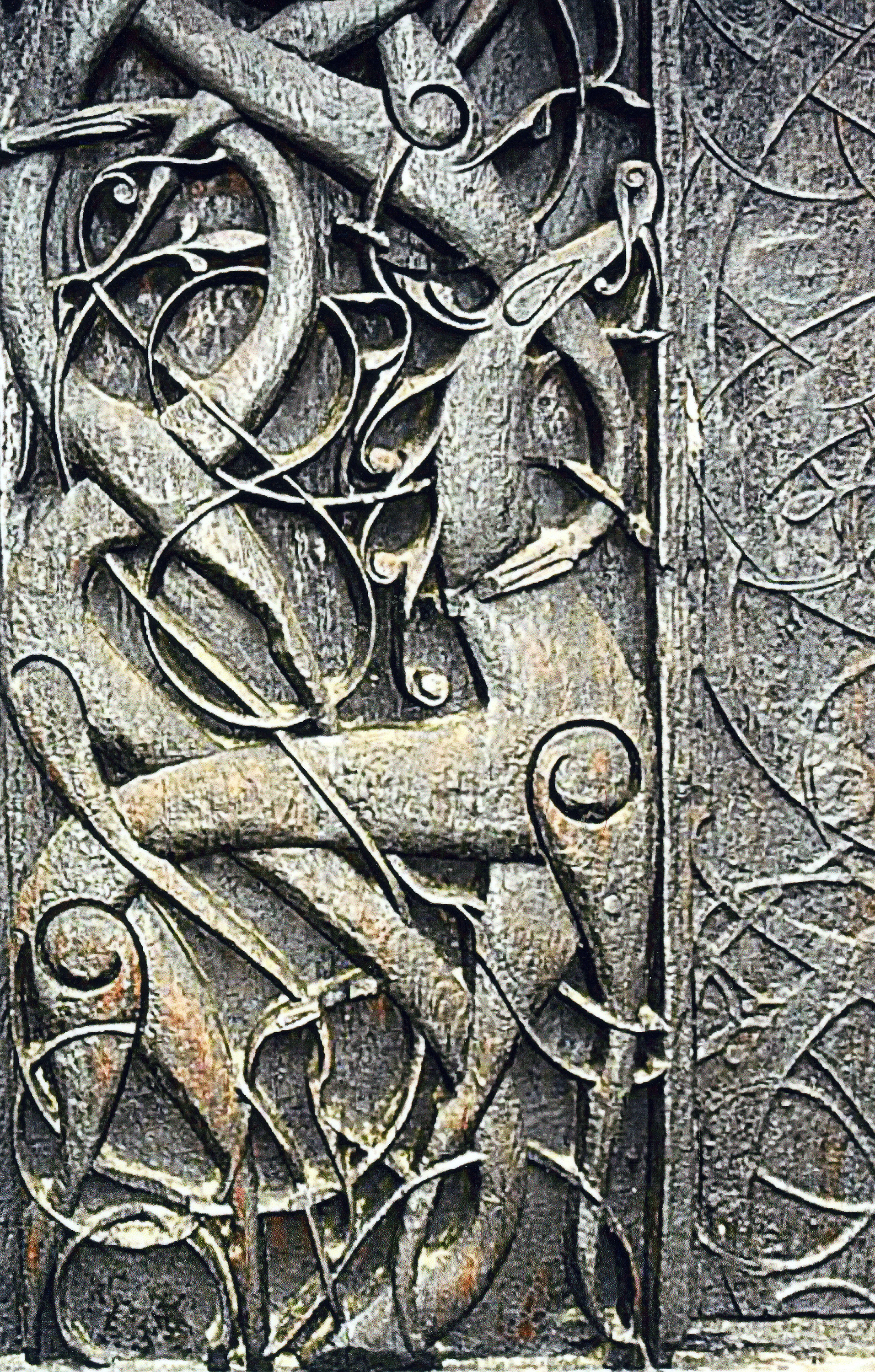
11세기에 지어진 우르네스 통널 교회의 북쪽 문에 조각된 뱀과 용은 라그나로크를 표현한 것으로 해석된다.

"라그나로크"(ragnarǫk)라는 고대 노르드어 단어의 해석은 오랫동안 이루어져 왔다. 단어를 이루는 첫 번째 부분인 "라그나"(ragna)는 "레긴"(regin)의 복수형 소유격이며, "지배하는 권력자들, 신들"을 의미한다. 두 번째 부분은 "로크"(-rǫk)와 "뢰크"(-røkkr)라는 두 가지 형태가 나타나기 때문에 다소 어려움이 있다. 조에가의 《고대 아이슬란드어 사전》은 두 형태를 서로 별개의 것으로 취급하고 "라그나로크"는 "신들의 파멸 또는 파괴"로, "라그나뢰크"는 "신들의 황혼"이라고 해석했다(1910년).
복수형 단어 "로크"는 "국면, 기원, 원인, 관계, 운명" 등의 다양한 의미가 있다. "라그나로크"라는 단어 전체를 보통 "신들의 최후 운명"이라는 뜻으로 풀이된다.
단수형 단어 "라그나뢰크"는 《고 에다》 중 〈로키의 말다툼〉 제39절과 《신 에다》에서 발견된다. 명사 "뢰크"(røkr, røkkr)는 "황혼"을 의미하며(동사 뢰크바røkkva가 "어둠이 자라다"는 뜻이다), 이에 따라 "신들의 황혼"이라는 풀이가 제기되었다. 현재 이것은 민간어원으로 인한 신화 내용의 오염, 또는 1200년경 아이슬란드어에서 /ǫ/ 와 /ø/가 하나로 합쳐지면서 아이슬란드에서 발생한 표현이라는 것이 널리 받아들여지는 생각이다. 그런데 2007년에 하랄두르 베른하드손은 단수형 "뢰크"가 노르드 원어에도 있었던 표현일 수 있다는 이론을 제기했다. 하랄두르는 "라그나로크"와 "라그나뢰크"가 어원적으로 의미적으로 밀접한 연관이 있으며, "신들의 힘의 부활"이라는 뜻이 있다는 설을 제기한다.
《고 에다》에서 발견되는 라그나로크를 가리키는 다른 표현으로는, 〈바프스루드니르가 말하기를〉 제39절의 "알다르 로크"(aldar rǫk; "시대의 종말"), 〈바프스루드니르가 말하기를〉 제38절 및 제42절의 "티바 로크"(tíva rǫk), 〈바프스루드니르가 말하기를〉 제47절의 "타 에르 르겐 데위야"(þá er regin deyja; "신들이 죽는 때"), 〈바프스루드니르가 말하기를〉 제52절과 〈로키의 말다툼〉 제41절과 〈시그르드리파가 말하기를〉 제19절의 "운즈 움 류파스크 레긴"(unz um rjúfask regin; "신들이 파괴당하게 될 때"), 〈훈딩을 죽인 자 헬기의 두 번째 서사시〉 제41절의 "알다르 로프"(aldar rof; "시대의 파괴"), 〈휜들라의 시〉 제42절의 "레긴 트료타"(regin þrjóta; "신들의 종말")이 있다. 그리고 《신 에다》에서는 〈길피의 속임수〉 제18장과 제36장에서 "타 에르 무스펠즈쉬니르 헤르야"(þá er Muspellz-synir herja; "무스펠의 아들들이 전투에 참가할 때")도 있다.

## 문헌상의 출전

### 고 에다

#### 무녀의 예언

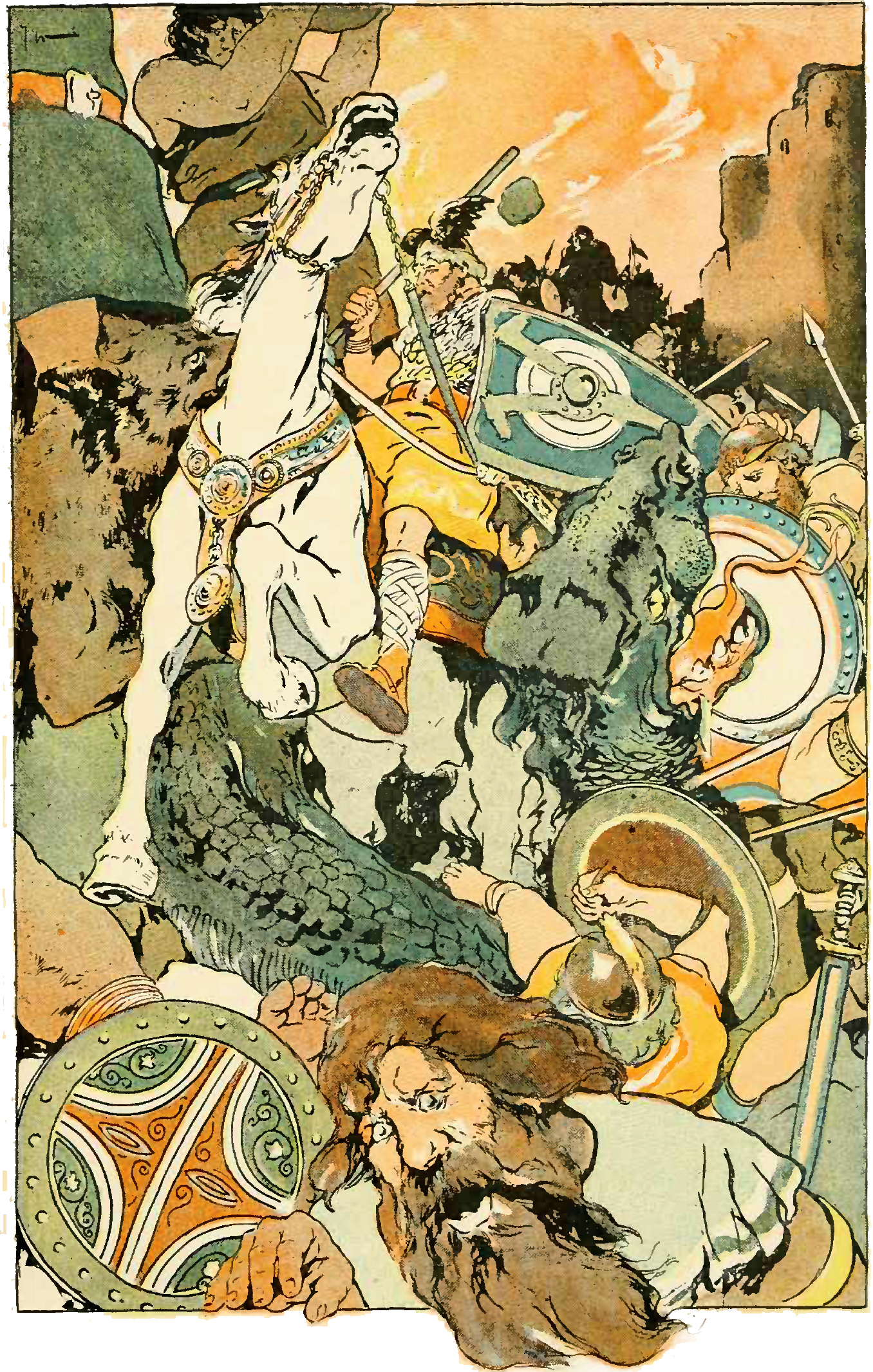
"그리고 끔찍한 싸움이 시작되리라", 조지 핸드 라이트의 1908년 그림.

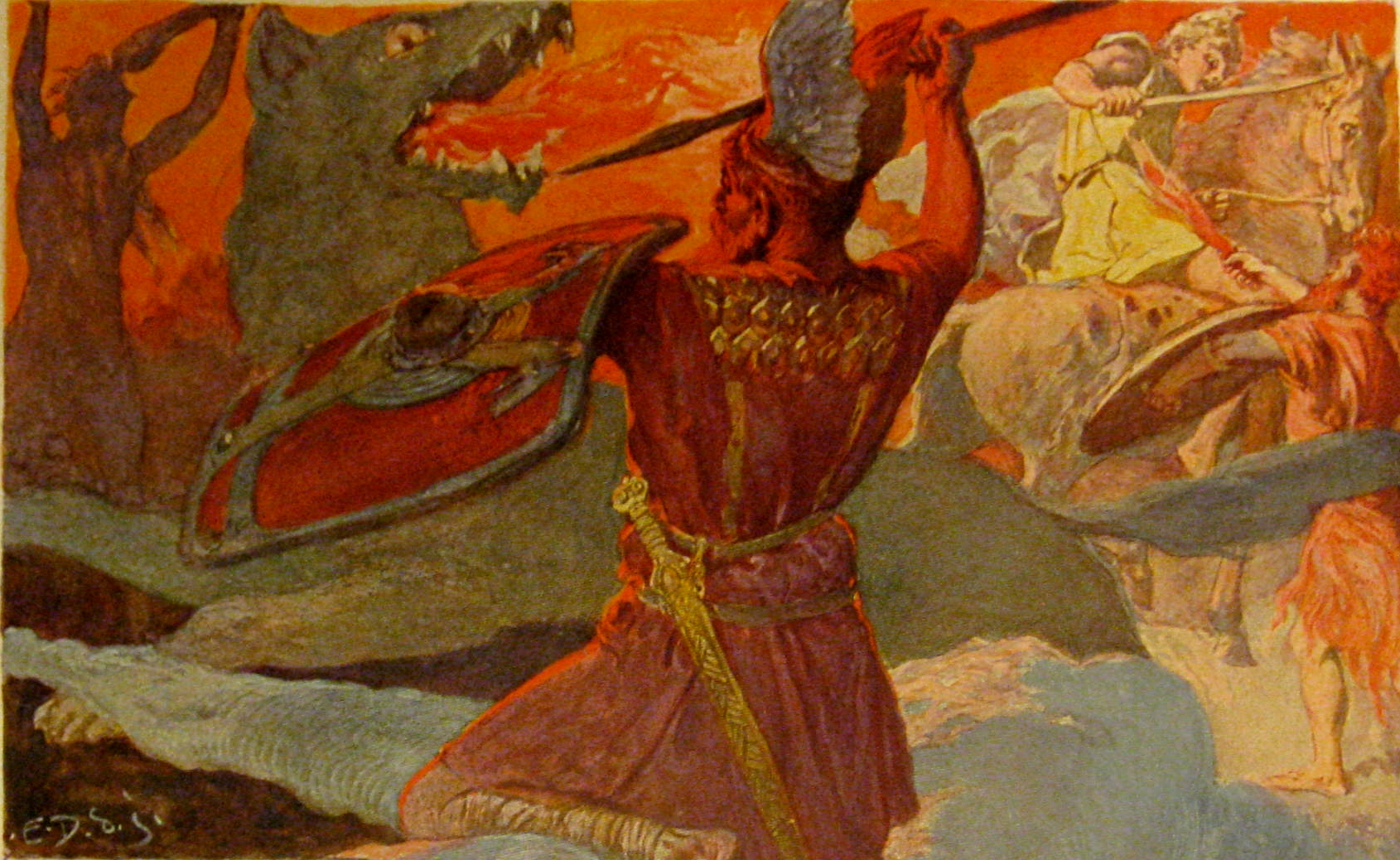
오딘과 펜리르, 그리고 프레이와 수르트. 에밀 되플러의 1905년 그림.

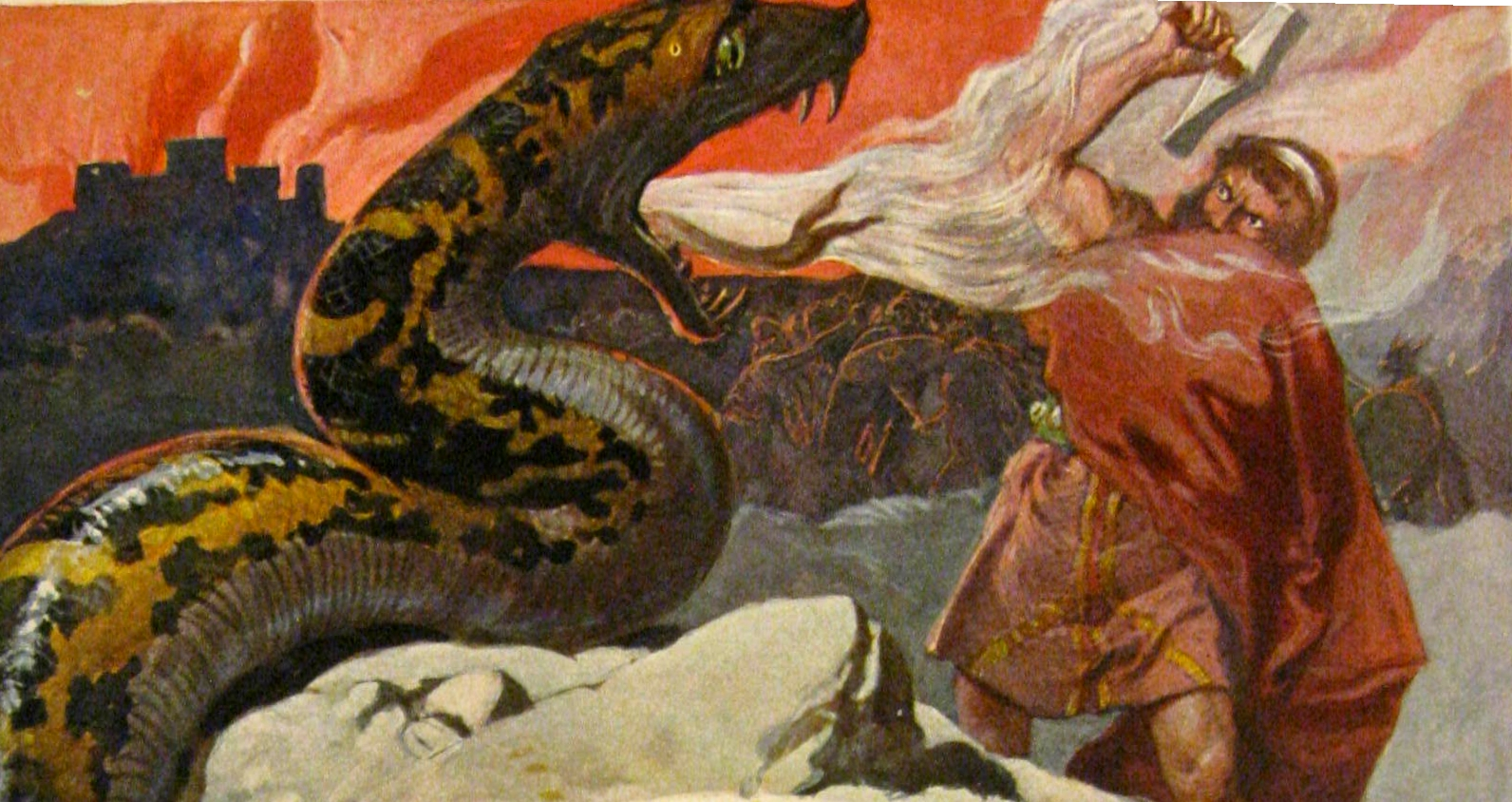
토르와 요르문간드. 에밀 되플러의 1905년 그림.

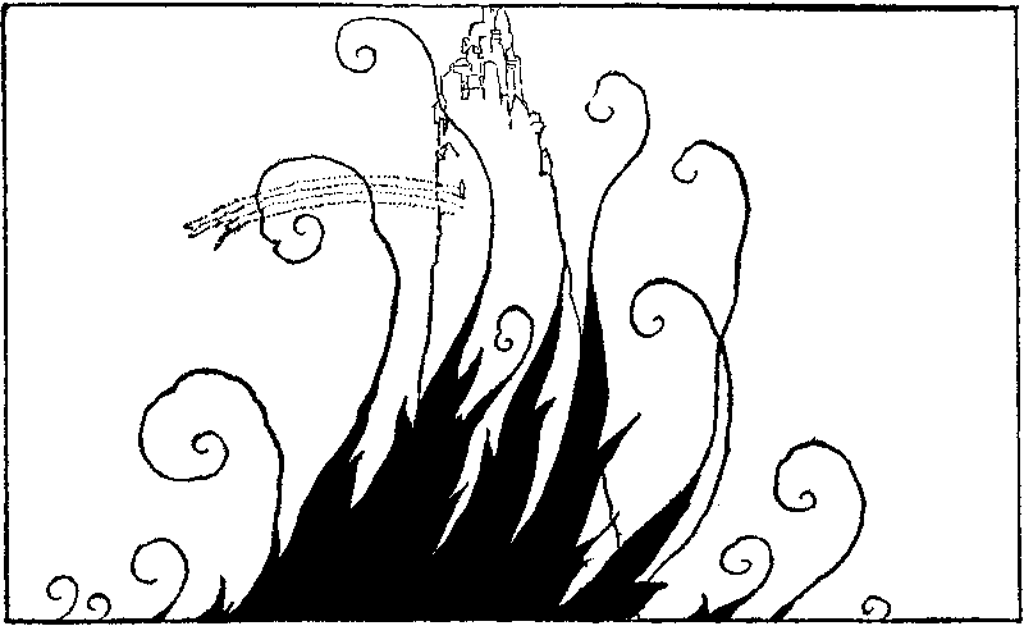
"신들의 황혼". 윌리 포가니의 1920년 그림.

《고 에다》 중 〈무녀의 예언〉 중 제40절에서 제58절까지가 라그나로크를 말하고 있으며, 제59절 이후는 라그나로크 이후를 이야기한다. 〈무녀의 예언〉은 볼바가 오딘에게 앞날에 대한 정보를 말해주는 것이 내용이다. 제41절에서 볼바는 다음과 같이 말한다.
| 노르드어: Fylliz fiǫrvi feigra manna, rýðr ragna siǫt rauðom dreyra. Svǫrt verða sólskin of sumor eptir, veðr ǫll válynd Vitoð ér enn, eða hvat? | 영어 중역: 파멸할 운명의 인간들의 생혈 위에 주저앉을 것이요, 싯뻘건 선지피로 신들의 저택을 붉게 칠할 것이요. 그 뒤에 돌아올 여름에는 태양의 빛살이 검게 변하고, 모든 날씨가 위험해질 것이다. 그대 아직도 알음을 원하시는가? 무엇을 알고자 하시는가? |

그리고 볼바는 세 마리 수탉의 울음을 말한다. 제42절에서, 요툰 목자 에그테르가 봉분 위에 앉아 즐겁게 수금을 뜯고, 핏빛 수탉 퍌라르(고대 노르드어: Fjalar→숨는 자, 기만자)가 갈그비드 숲 속에서 울음을 뽑는다. 황금빛 수탉 굴린캄비가 발할라에서 울음을 뽑고, 세 번째로 검붉은 빛의 이름모를 수탉이 지하세계 헬헤임의 저택에서 울음을 뽑는다.
그 다음 볼바는 가름이 그니파헬리르 동굴 앞에서 깊고 긴 울부짖음을 내뱉을 것이라고 말한다. 가름의 속박이 풀리고 가름은 자유의 몸이 되어 달려나간다. 볼바는 이때 인간들의 꼴이 어떻게 되는지를 다음과 같이 설명한다.
|  | Brœðr muno beriaz ok at bǫnom verða[z] muno systrungar sifiom spilla. Hart er í heimi, hórdómr mikill —skeggǫld, skálmǫld —skildir ro klofnir— vindǫld, vargǫld— áðr verǫld steypiz. Mun engi maðr ǫðrom þyrma. | 형제들은 서로 싸워 죽고 죽일 것이요, 자매들의 자식들의 혈족관계는 더럽혀질 것이다. 배신행위가 만연하여 세상은 냉혹해질 것이다. 도끼의 시대. 검의 시대. —방패가 쪼개지고— 바람의 시대, 늑대의 시대. 세상이 곤두박질을 시작하기 전에, 자비심이라는 것을 아는 인간은 단 한 명도 남지 않으리라. |  |

그 다음에는 "미미르의 아들들"이 "놀이를 한다"고 하는 말이 나오는데, 이 문장이 정확히 어떤 뜻인지는 확인할 수 있는 추가적인 문헌이 남아있는 것이 없다. 헤임달이 걀라르호른을 공중에 치켜들고 나팔소리 길게 울려퍼진다. 오딘은 미미르의 머리와 이야기를 나눈다. 세계수 위그드라실이 신음을 지르며 몸을 뒤튼다. 요툰 흐륌이 방패를 쳐들고 동쪽에서 다가온다. 미드가르드뱀 요르문간드가 몸을 비틀고, 이로 인해 해일이 발생한다. "창백한 부리의 수리가 소리를 내지르고 시체를 찢는다." 요르문간드가 일으킨 해일로 인해 나글파르가 풀려나 동쪽에서 다가온다. 무스펠스헤임의 엘드요툰(불의 거인)들도 기어나오기 시작한다.
요투나르의 땅인 요툰헤임에서 노호성이 아우성치고, 에시르는 회의를 소집한다. 드베르그들은 돌문 옆에서 신음을 내뱉는다. 수르트가 태양보다도 밝은 검을 들고 남쪽에서 올라온다. 층암절벽이 갈라지고 여자 거인들이 보이지 않게 된다. 헬헤임에서 망자들이 기어나오고 하늘이 두쪽으로 갈라진다.
그리고 신들은 침략자들과 싸움을 벌인다. 오딘은 늑대 펜리르에게 통째로 잡아먹혀 죽고, 그 아내 프리그는 두 번째로 깊은 슬픔을 맛보게 될 것이다(첫 번째 슬픔은 발드르가 죽었을 때 겪었다). 오딘의 아들 비다르가 펜리르의 입을 찢고 심장에 창을 박아 아버지의 복수를 한다. 요르문간드는 수령 같은 아가리를 열고 공중을 향해 하품을 한다. 뇌신 토르가 요르문간드와 어울려 싸우는데, 여기서 토르는 "대지의 수호자"라고 칭해진다. 토르는 광란하여 뱀과 맞서 싸우고 뱀을 쓰러뜨린다. 하지만 토르 역시 아홉 걸음을 걷고 쓰러져 죽는다. 프레이는 수르트와 싸워 패배한다. 그 뒤, 사람들은 집을 버리고 도망가고, 태양은 검은색이 되어 버리고, 땅이 바다 속으로 가라앉고, 하늘의 별들이 사라지고, 증기가 올라온 뒤, 불길이 하늘에 닿는다.
그 뒤 볼바는 땅이 물 속에서 다시 솟아나는 것을 본다. 수리 한 마리가 산 위에서 물고기를 사냥한다. 살아남은 에시르들은 이다볼르 들판에서 만난다. 그들은 요르문간드, 지나간 무지막지한 일들, 룬 문자에 대한 이야기를 나눈다. 제61절에서 그들은 풀섶 속에서 과거 그들이 즐겁게 갖고 놀았던 황금 놀이도구를 발견한다. 새로운 땅에서는 식물들이 씨 뿌릴 필요도 없이 자라난다. 호드와 발드르가 헬헤임에서 돌아오고, 그들은 다함께 행복하게 살게 된다.
그리고 볼바는 회니르가 나무조각들로 점을 치고, 두 형제의 자식들이 바람의 나라(windy world)에 널리 살게 된다고 한다. 황금으로 초가지붕을 얹은 기믈레에 존귀한 이들이 살면서 쾌락으로 인생을 보낸다. 《하우크의 서》 판본에서 발견된 제65절에서, 어느날 신들의 궁정 위에서 "강력한 초인"이 도래한다고 하며, 그는 "모든 것을 지배할" 이라고 한다. 이것은 서사시에 기독교적 요소가 삽입된 것으로 해석되기도 한다. 마지막 제66절. 볼바는 드래곤 니드호그가 입 안에 시체들을 물고 공중을 날아다니는 모습을 설명한다. 그리고 볼바는 이제 "가라앉아야 한다"고 말하고, 서사시가 끝난다. 제66절에서 볼바가 현세의 이야기를 하는 것인지 아니면 라그나로크 이후의 신세계 이야기를 하는 것인지는 불확실하다.

#### 바프스루드니르가 말하기를

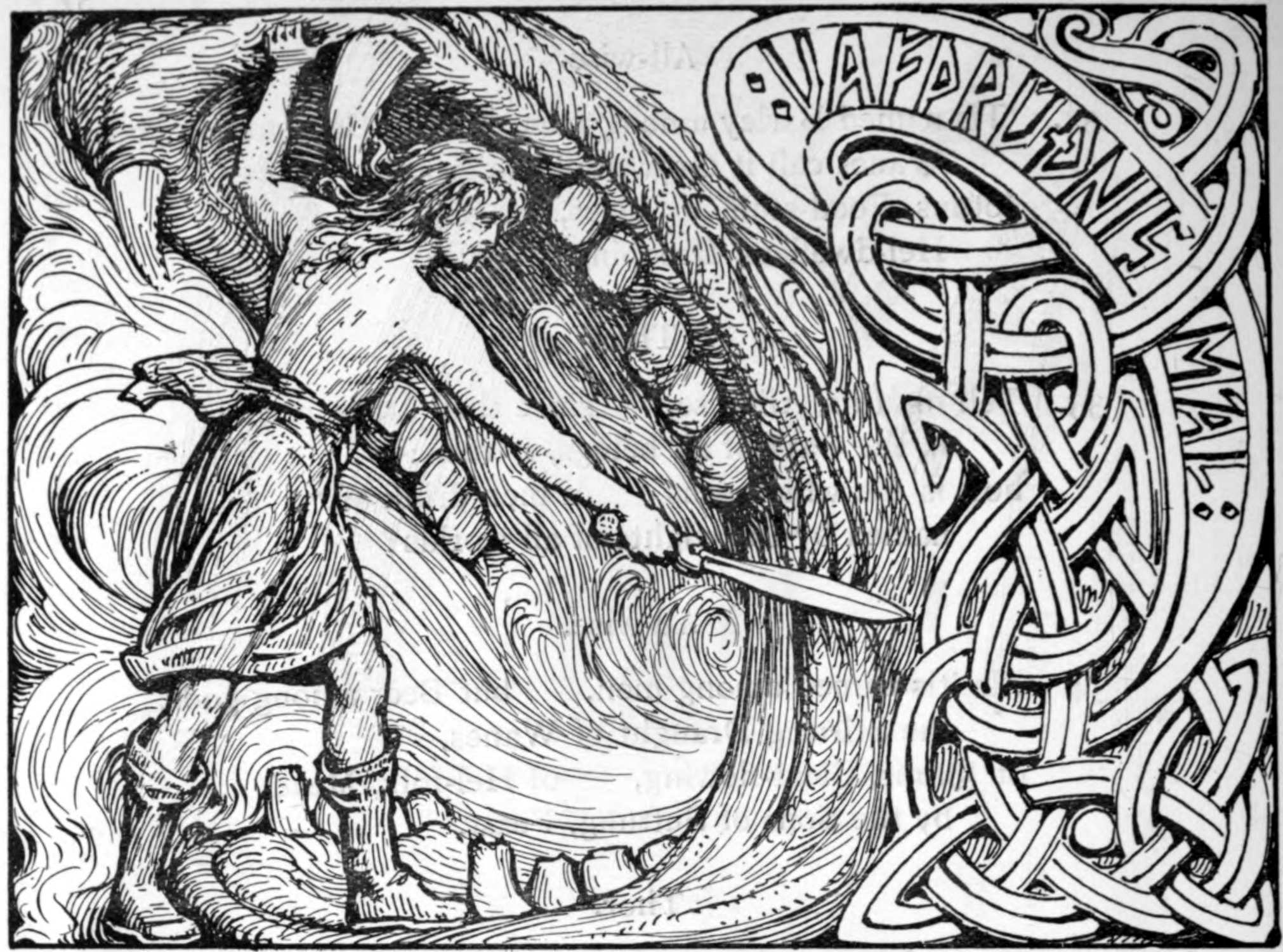
펜리르의 입을 찢어 죽이는 비다르. 1908년 그림

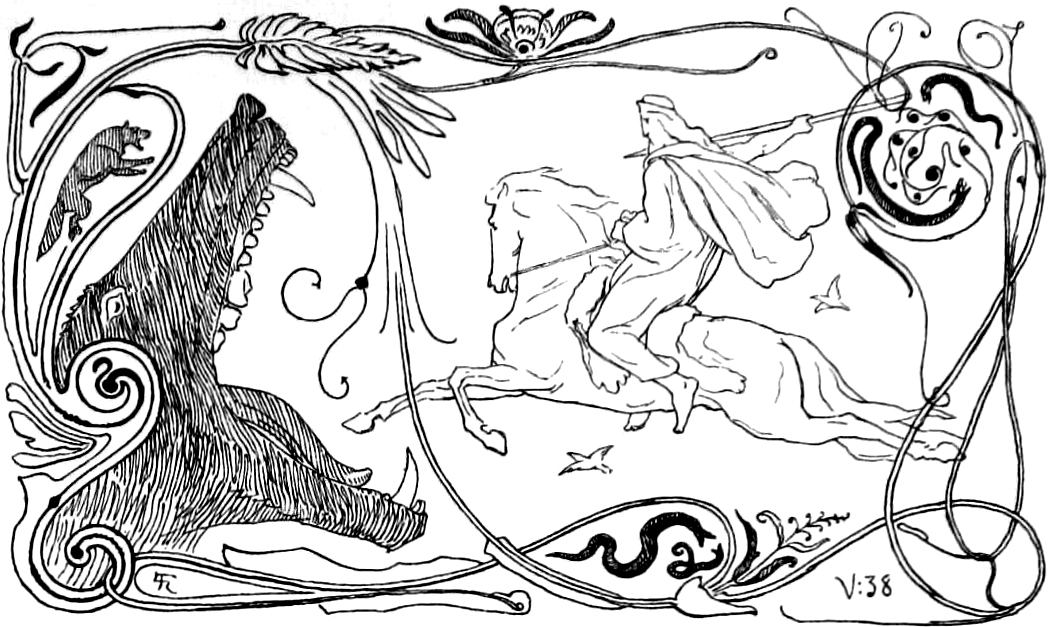
펜리르와 오딘. 로렌츠 프뢸리히의 1895년 그림.

〈바프스루드니르가 말하기를〉은 "가근라드"(Gagnráðr)라는 가명을 자칭한 주신 오딘과 지혜로운 요툰 바프스루드니르가 지혜 대결을 하는 서사시이다. 제39절에서, 바니르 신 뇨르드의 라그나로크 때의 거취가 언급된다. 바프스루드니르는 뇨르드가 애당초 아스-반 전쟁 당시 인질로 왔던 것임을 상기시키면서 그는 "인간의 파멸"이 다가오면 "고향으로 돌아갈 것"이라고 말한다.
제44절에서 오딘은 바프스루드니르에게 핌불베트르에서 살아남을 인간이 누구냐고 묻는다. 바프스루드니르는 제45절에서 그 생존자들은 리프와 리프트라시르이며, 그들은 호드미미스 홀트에 숨어 살면서 아침이슬을 마시면서 살고 후손을 남겨 새 인류의 조상이 될 것이라고 말한다. 제46절에서 오딘은 펜리르가 태양을 삼켜버린 뒤 하늘은 어떻게 되냐고 묻는다. 바프스루드니르는 솔이 펜리르에게 잡아먹히기 전에 딸을 하나 낳을 것이며, 라그나로크가 끝난 뒤 그 딸이 어머니의 일을 대신하게 될 것이라고 답한다.
제51절에서 바프스루드니르는 수르트의 불길이 꺼지고 나면 오딘의 아들들인 비다르와 발리가 신들의 신전에서 살게 될 것이며, 토르의 아들들인 모디와 마그니가 묠니르를 갖게 될 것이라고 말한다. 제52절에서 오딘은 자신의 정체를 밝히지 않은 채 오딘 본인의 운명은 어떻게 되느냐고 묻는다. 바프스루드니르는 "늑대"가 오딘을 잡아먹을 것이며, 비다르가 늑대의 입을 찢어 죽임으로써 복수할 것이라고 답한다. 오딘은 마지막 질문을 하면서 지혜 대결을 끝낸다. 마지막 질문은 오딘이 자기 아들을 화장하면서 그 장작더미 앞에서 한 말은 무엇이냐는 것이다. 이 질문을 들은 바프스루드니르는 그것을 알 사람은 오딘 본인 뿐이며, 자신이 지금 상대하고 있는 자가 "모든 존재 중 가장 지혜로운" 오딘 본인 외에 다른 누구일 수 없다는 것을 깨닫는다. 오딘의 메시지는 라그나로크 이후 발드르가 부활할 것이라는 뜻으로 해석된다.

#### 훈딩을 죽인 자 헬기의 두 번째 서사시
〈훈딩을 죽인 자 헬기의 두 번째 서사시〉 제40절에서 라그나로크가 짤막하게 언급된다. 발키리 시그룬의 이름 모를 시녀가 고인이 된 헬기 훈딩스베인의 봉분을 지나간다. 그런데 무덤에서 부하들을 거느린 헬기가 나타나고 시녀는 깜짝 놀란다. 시녀는 자신이 헛것을 보는 것인지, 아니면 라그나로크가 도래한 것인지 묻는다. 제41절에서 헬기는 둘 다 아니라고 대답한다.

### 신 에다

#### 길피의 속임수 제26장 및 제34장
《신 에다》에 실린 〈길피의 속임수〉에는 라그나로크에 대한 다양한 언급이 이루어진다. 라그나로크가 처음 언급되는 것은 제26장으로, 신들의 저택의 왕인 "높으신 분"이 강글레리(변장한 길피 왕)에게 이둔 여신에 대한 기본적인 정보를 이야기해 준다. 이둔의 사과를 먹음으로써 신들은 라그나로크가 올 때까지 젊음을 유지할 수 있다.
제34장에서 높으신 분은 늑대 펜리르를 신들이 포박했던 이야기를 들려준다. 이때 티르가 오른손을 잃게 되고, 펜리르는 라그나로크가 올 때까지 그 채로 묶인 신세가 되어 있다고 한다. 강글레리는 높으신 분에게 펜리르가 신들을 파멸시킬 것이라는 것을 알고 있으면서, 왜 지금 포박당해 있는 펜리르를 그냥 죽여버리지 않냐고 묻는다. 높으신 분은 “신들은 자신들의 신성한 장소들과 보호받는 장소들을 너무나도 존중했기에 그 땅을 늑대의 피로 더럽히고 싶지 않았다. 비록 그 늑대가 오딘을 죽이게 될 것이라고 예언되었다고 할 지라도 말이다”라고 대답한다.
발드르를 죽게 만든 결과 로키(펜리르의 아버지라고 언급된다)는 자기 아들 나르피의 창자로 바위 위에 포박당했다. 스카디가 로키의 얼굴 위에 독사를 올려놓아 그 뱀의 입에서 사독이 주기적으로 뚝뚝 떨어졌다. 로키의 아내 시귄은 로키의 몸 위에 사발을 받치고 독액을 받아낸다. 시귄이 사발을 비우러 간 사이 독액을 맞은 로키가 고통에 몸을 뒤트는 것이 지진의 원인이라고 한다. 로키는 라그나로크가 시작할 때까지 포박되어 있다고 한다.

#### 길피의 속임수 제51장
제51장에서는 〈무녀의 예언〉을 인용해가면서 라그나로크의 과정에 대한 상세한 설명이 이루어지고, 제52장과 제53장에서는 라그나로크 이후의 일들이 설명된다. 제51장에서 높으신 분은 라그나로크의 첫 번째 징후는 핌불베트르라고 라고 한다. 핌불베트르는 여름 없이 겨울만 세 번 반복되는 시기이며, 이때 태양도 쓸모가 없어질 것이다. 높으신 분은 그 끔찍한 겨울이 시작되기에 앞서 세 번의 겨울이 먼저 찾아오고, 전세계가 끔찍한 전쟁으로 들끓을 것이라고 부연한다. 이때 탐욕으로 인해 형제들이 죽고 죽일 것이며, 가정이 무너지고 사회가 무너져서 부모와 자식들이 고통을 겪을 것이다. 높으신 분은 〈무녀의 예언〉 제45절을 인용한다. 그리고 높으신 분은 그 다음 늑대가 해와 달 남매를 집어삼키고, 인류는 이 난장판 속에서 무시무시한 재앙이 일어날 것이라고 생각하게 된다. 하늘의 별들이 사라지고, 땅과 산이 너무 심하게 흔들려 나무뿌리들이 흙 밖으로 튀어나와 뒤집힌다. 산이 무너지고, 모든 속박이 풀려 펜리르가 속박에서 벗어난다.
높으신 분은 역시 로키의 자식인 거대한 뱀 요르문간드가 바다에서 기어나와 땅을 범할 것이라고 말한다. 망자들을 태운 배 나글파르가 계류장에서 풀려나 바다로 쇄도하는데, 배의 키를 요툰 흐륌이 잡고 있다. 《신 에다》에서는 나글파르가 사람의 손발톱으로 만들어졌다는 설정이 추가되어 있다. 같은 시기, 눈과 콧구멍에서 불길을 내뿜는 펜리르가 거대한 입을 벌리고 달려온다. 펜리르의 윗턱은 하늘에 닿고, 아랫턱은 땅에 닿는다. 펜리르의 옆에는 요르문간드가 기어오면서 공중과 바다에 독액을 퍼뜨린다.
이 사단이 나는 동안 하늘은 두쪽으로 갈라진다. 갈라진 한쪽에서는 불꽃을 몰고 다니는 "무스펠의 아들들"이 달려오고 있다. 그들의 선두에는 말을 탄 수르트가 태양보다 밝은 검을 휘두르고 있다. 높으신 분은 "무스펠의 아들들"이 비프로스트를 건너 비그리드 들판으로 쏟아져 들어올 것이라고 말한다. 여기서 비프로스트가 무지개다리라는 설정이 언급된다. 그리고 "무스펠의 아들들"이 건너오면 무지개다리는 무너져 내린다. 비그리드 들판은 "모든 방향으로 1백 리그씩" 뻗은 들판으로, 펜리르, 요르문간드, 헬의 망자들을 이끌고 온 로키, 모든 서리 거인들을 끌고 온 흐륌이 무스펠의 아들들에 합류한다. 헤임달은 있는 힘껏 다해 걀라르호른을 분다. 신들은 그 소리를 듣고 잠에서 깨 회의를 소집한다. 오딘은 미미르에게 조언을 듣기 위해 미미르의 우물로 달려간다. 위그드라실이 몸을 뒤틀고, 모든 곳의 모든 것들이 공포에 질린다.

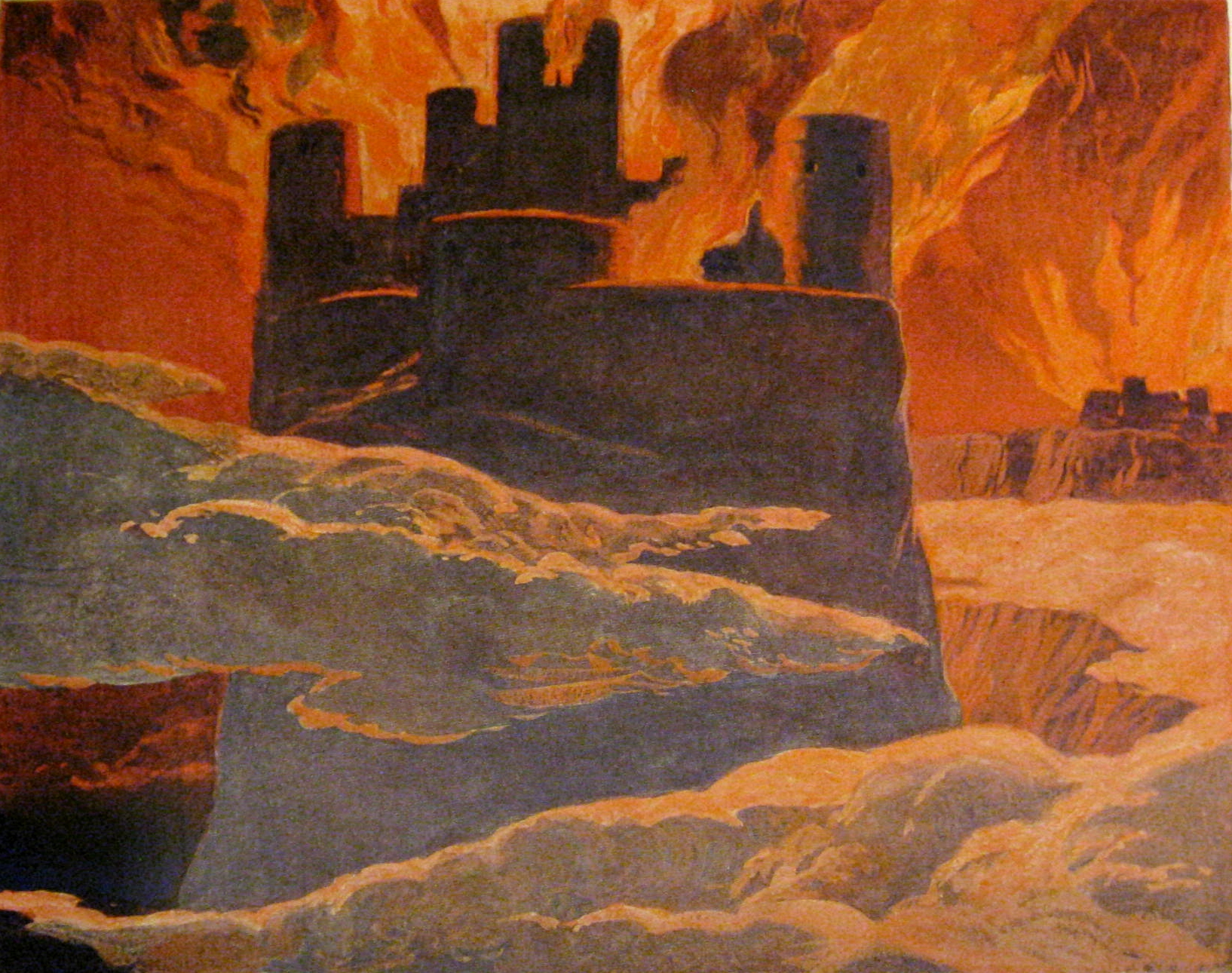
수르트가 불을 싸지른 라그나로크의 마지막 단계. 에밀 되플러의 1905년 그림.

높으신 분은 에시르와 에인헤랴르들이 싸움 준비를 하여 들판으로 향할 것이라고 말한다. 오딘은 황금 투구를 쓰고 복잡한 구조의 쇄자갑을 갖추어 입고 궁리르를 들고 선두에서 말을 타고 달린다. 오딘은 펜리르를 향해 돌진하는데, 그 옆에 있던 토르는 요르문간드를 상대하느라 오딘을 돕지 못한다. 프레이는 수르트와 격렬한 싸움을 벌이지만, 한때 그가 스키르니르에게 마검을 주어 버렸었기 때문에 패배한다. 그니파헬리르에서 풀려난 가름("괴물들 중 가장 흉악한")은 티르와 싸워 쌍방이 모두 죽는다.
토르는 요르문간드를 죽이지만 사독에 중독되어 아홉 걸음을 걷고 땅에 쓰러져 죽는다. 펜리르른 오딘을 집어삼키지만 그 직후 오딘의 아들 비다르가 펜리르의 아랫턱을 짓밟고 윗턱을 손으로 밀어올려 펜리르의 입을 찢어 죽인다. 로키는 헤임달과 싸워 둘 다 죽는다. 수르트가 대지를 불로 뒤덮고, 전 세계가 불타오른다. 높으신 분은 〈무녀의 예언〉 제46절과 제47절, 〈바프스루드니르가 말하기를〉 제18절을 인용한다.

#### 길피의 속임수 제52장 및 제53장

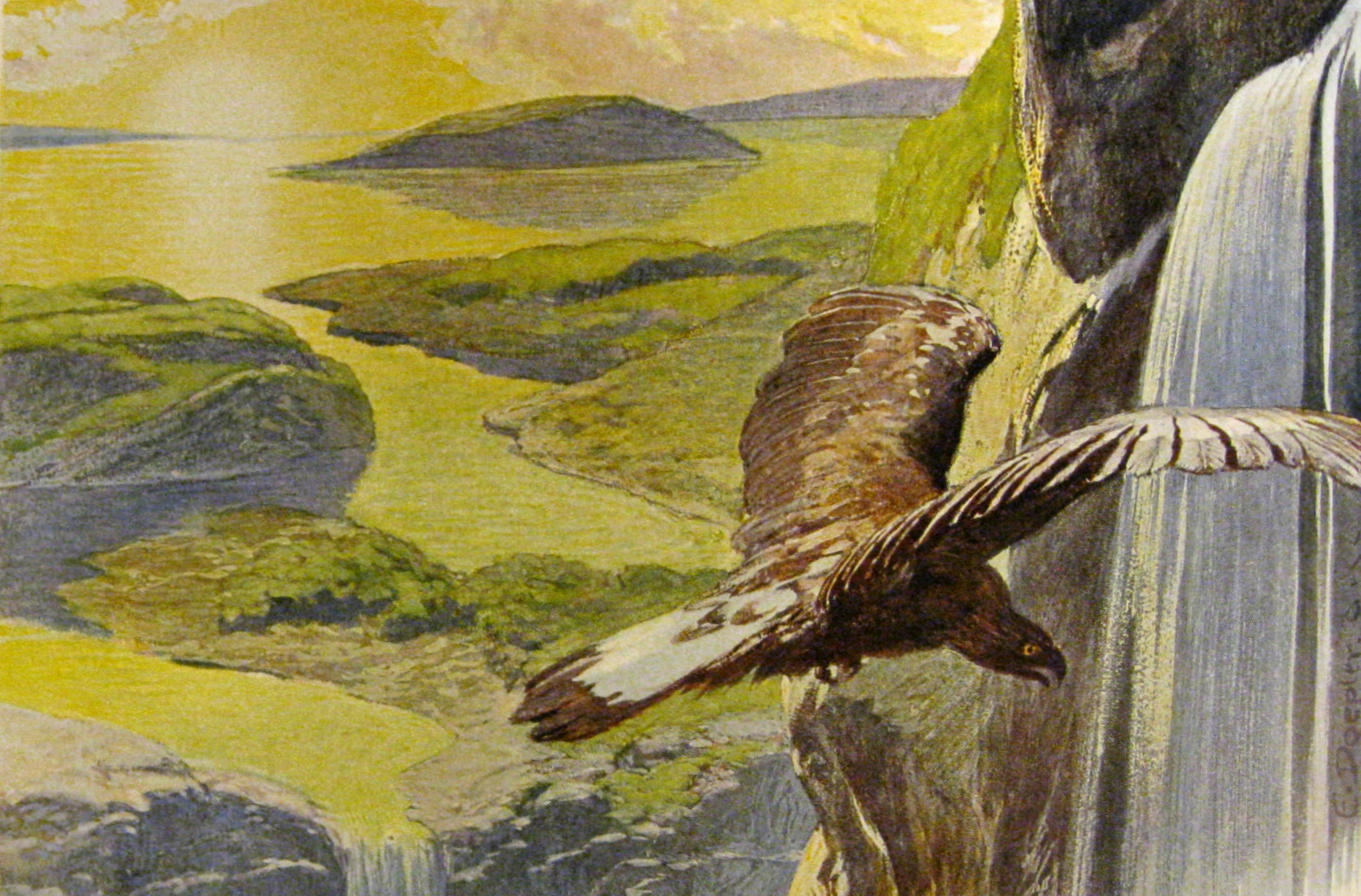
라그나로크 이후의 신세계. 에밀 되플러의 그림.

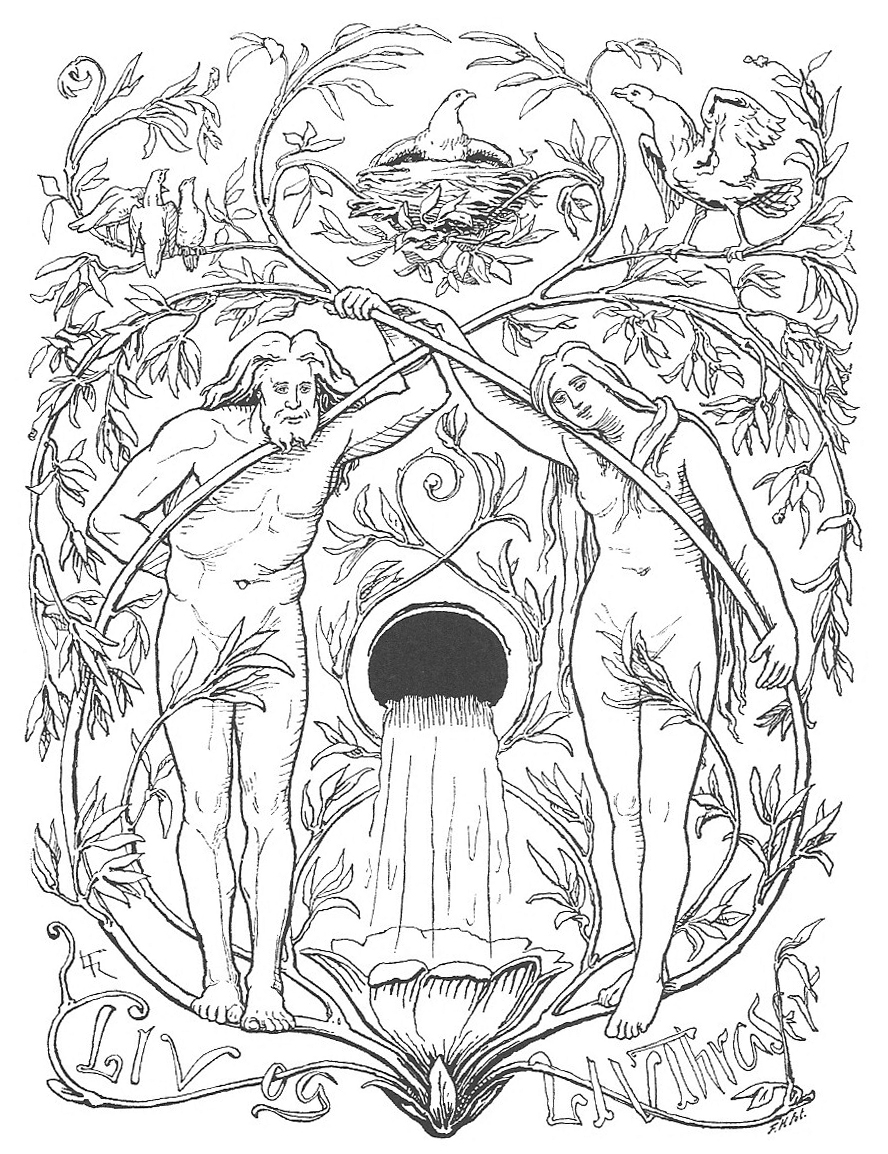
리프와 리프트라시르. 로렌츠 프뢸리히의 1895년 그림.

제52장의 첫머리에서 강글레리는 "하늘과 땅과 온 세상이 불탄 다음엔 무엇이 있게 됩니까? 신들도 에인헤랴르들과 전 인류와 함께 모두 죽어버릴 것입니다. 좀전에 인간 각인은 모든 시대에 어딘가에는 살아있다고 하지 않으셨습니까?"라고 묻는다.
저택에서 가장 높은 옥좌에 앉은 "세 번째 분"이 살기 좋은 곳도 많지만 살기 나쁜 곳도 많다고 답한다. 세 번째 분은 가장 살기 좋은 곳은 하늘 위에 있는 기믈레이며, 오콜니르 들판에는 술이 넘쳐나는 브리미르 저택이 있다고 말한다. 세 번째 분은 브리미르 저택은 니다푈의 적금(금과 구리의 합금)으로 만들어져 있다고 묘사한다. "선한 자와 덕이 많은 자들"이 기믈레나 브리미르에 살게 된다. 그 뒤 세 번째 분은 "망자의 해변"인 나스트론드에 있는 이름 모를 저택을 이야기한다. 이 혐오스러운 저택은 북향으로 지어져 있으며 뱀의 등뼈로 지어졌다. 그리고 벽은 "나뭇가지를 엮어 만든" 것처럼 생겼다. 집 안에 들어가 보면 천장에서 뱀이 아래쪽을 내려다보고 있고, 뱀이 흘리는 독액이 너무 많아서 집 안에 강을 이룬다. 맹세를 어긴 자들과 살인자들이 이곳에서 썩게 된다. 세 번째 분은 위의 내용들을 말하면서 〈무녀의 예언〉 제38절과 제39절을 인용한다. 그리고 《고 에다》에는 언급되지 않는 새로운 내용이 추가되어 있는데, 가장 끔찍한 장소는 흐베르겔미르이며 니드호그가 그곳에서 망자의 시체를 씹어 훼손한다고 한다.
제53장의 첫머리에서 강글레리는 라그나로크에서 살아남는 신들이 있는지, 그리고 그 이후 땅이나 하늘에 무언가 남는 것이 있는지 묻는다. 높으신 분은 바다 속에서 아름답고 푸르른 땅이 다시 솟아오를 것이며, 씨를 뿌리지 않아도 작물이 자랄 것이라고 말한다. 한때 아스가르드가 있었던 곳에는 이다볼(Iðavöllr)이라는 들판이 생길 것이며, 수르트의 불길을 피한 비다르와 발리가 거기서 살게 될 것이다. 토르의 아들들인 모디와 마그니도 아버지의 망치인 묠니르를 들고 그리로 향한다. 그리고 헬헤임에서 발드르와 호드가 올라온다. 한데 모인 여섯은 지난 기억들을 회상하다가 풀밭에서 옛날 에시르들이 갖고 놀았던 황금 놀이도구 조각을 발견한다. 이상은 〈무녀의 예언〉 제51절이 인용된 것이다.
높으신 분은 리프와 리프트라시르라는 한 쌍의 인간 남녀도 호드미미스 홀트의 숲에 숨어서 목숨을 건진다고 말한다. 이 두 명은 아침이슬을 마시고 살고, 그들의 후손들로 세상은 다시 인간들로 넘치게 될 것이라고 한다. 이상은 〈바프스루드니르가 말하기를〉 제45절이 인용된 것이다. 태양의 여신 솔은 늑대에게 잡아먹히기 전에 자기 자신만큼 아름다운 딸을 낳았고, 그 딸이 어머니의 역할을 대신하게 될 것이다. 이상은 〈바프스루드니르가 말하기를〉 제47절의 인용이다. 그리고 이렇게 해서 〈길피의 속임수〉에서 라그나로크에 대한 이야기가 끝난다.

## 고고학적 유물

### 토왈드 십자가

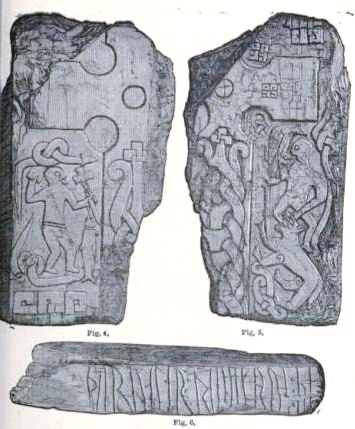
토왈드 십자가.

맨섬에서 발견된 룬스톤 파편인 토왈드 십자가를 보면 수염난 사람이 아래쪽의 늑대를 향해 창을 들이대는데, 그의 오른발이 늑대의 입에 들어가 있고 그의 어깨에 커다란 새가 앉아 있다. 룬데이터는 이것을 940년경의 유물로 추측하고, Pluskowski는 11세기의 물건이라고 추측한다. 이 그림은 까마귀 또는 수리를 어깨에 앉힌 오딘이 라그나로크 때 펜리르에게 잡아먹히는 장면이라고 해석된다. 돌을 뒤집어 보면 커다란 십자가가 새겨져 있고 오딘의 위치와 대칭되는 위치에 또다른 사람이 새겨져 있다. 이것은 사탄에게 승리하는 그리스도를 그린 것으로 생각된다. 이런 요소로 인해 토왈드 십자가는 노르드 이교와 기독교가 섞인 "혼합주의 예술"이라고 불린다.

### 고스포스 십자가
고스포스 십자가는 920년 ~ 950년 사이의 유물로, 잉글랜드 컴브리아에 서 있다. 전형적인 앵글로색슨 양식이며, 단면적은 거의 정사각형에 가깝다. 단순 장식을 제외하면 예수가 십자가에 매달리는 장면과 지옥을 묘사한 장면이 새겨져 있는데, 이 두 장면을 제외한 다른 조각들은 대체로 라그나로크를 묘사한 것으로 해석된다. 이는 이러한 해석에 신중한 데이비드 M. 윌슨 등의 학자마저도 인정한 것이다. 라그나로크의 대전쟁 자체는 북쪽 면에 조각되어 있다. 십자가에는 바이킹 예술 양식의 다양한 조각들이 새겨져 있는데, 예컨대 창을 든 남자가 괴물의 머리에 맞서 괴물의 혀와 아랫턱을 발로 짓밟고 있는 장면이 있다. 이것은 펜리르와 싸우는 비다르를 묘사한 것으로 해석된다.

### 레드베르그 석

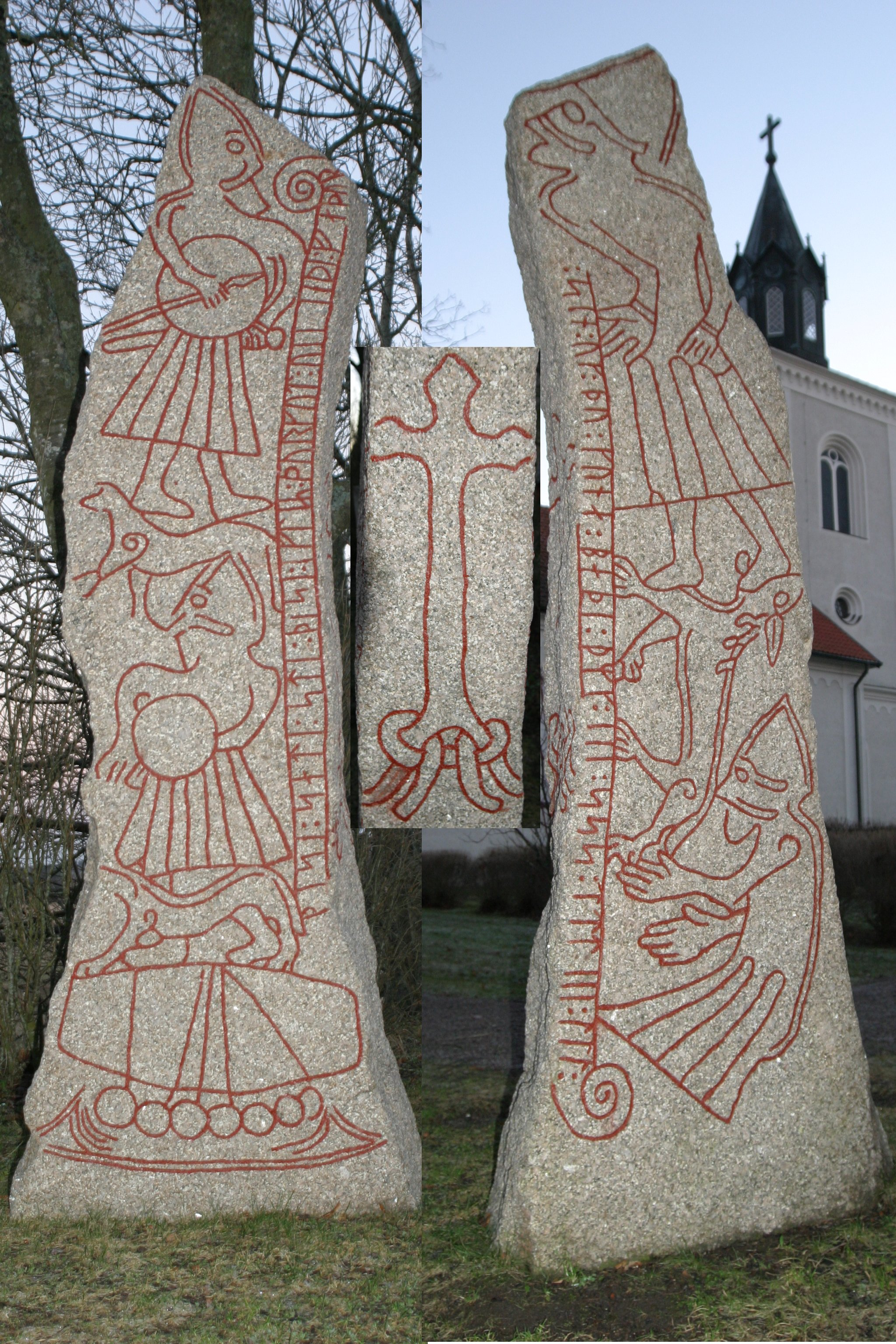
레드베르그 석을 세 방향에서 찍은 뒤 합성한 사진.

스웨덴에 소재한 레드베르그 석은 11세기의 유물로, 토왈드 십자가와 마찬가지로 네 발 달린 짐승의 입에 발을 넣고 있는 형체가 새겨져 있다. 이것 역시 라그나로크 때 펜리르에게 잡아먹히는 오딘을 묘사한 것일 것이다. 그 아래에는 다리가 없는 사람이 투구를 쓰고 있는데, 팔을 엎드린 자세로 하고 있다. 돌에 새겨진 룬 문자는 대부분 기념비적인 내용인데, 그 뒤에 “시스틸 미스틸 키스틸”이라는 암호화된 룬 문자 배열이 나타난다. 이것은 “이해하기 힘들”며, “고대 노르드 세계에는 널리 알려졌던 흥미로운 마법식”이라고 일컬어진다. 일부 다른 암각화에서도 이 배열이 발견된다.

### 스카르파케르 석
스웨덴 쇠데르만란드에 소재한 11세기 유물인 스카르파케르 석은 아들을 잃은 아버지의 비통함을 표현하면서 《고 에다》에도 나오는 구절을 새겨 놓았다.
| Iarð skal rifna ok upphiminn | “대지가 갈라지고 하늘도 두쪽나다.” |  |

Jansson은 이 암각화가 만들어졌을 당시의 사람들은 이 글을 보면서 누구나 라그나로크를 떠올렸을 것이며, 자식 잃은 슬픔을 말세와 비교하는 아버지의 슬픔을 느낄 수 있었을 것이라고 말한다.

## 신화 해석

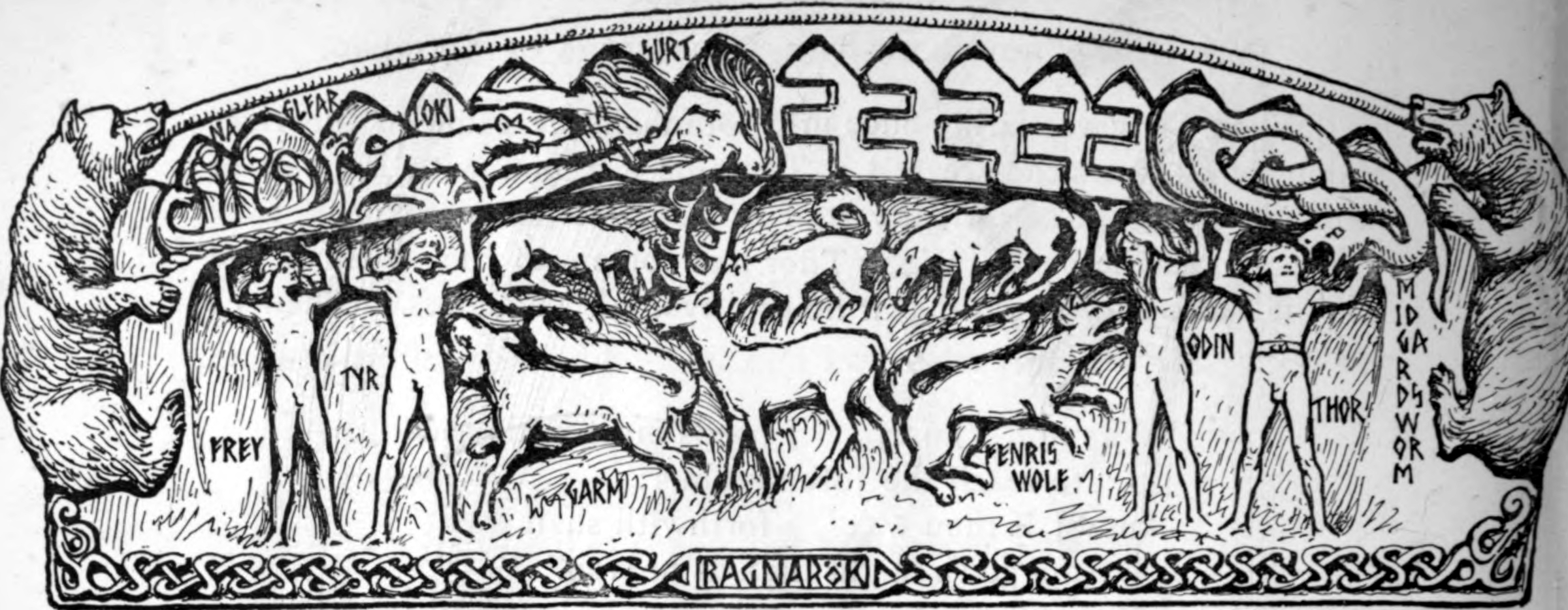
W. G. 콜링우드의 1908년 그림.

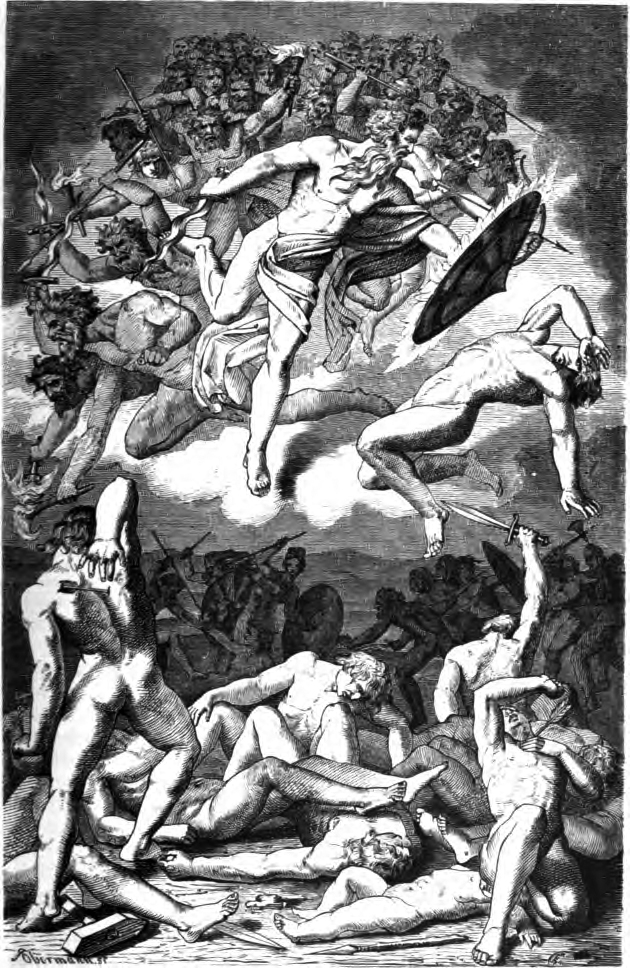
〈에시르의 몰락〉. 카를 에렌베르크의 1882년 그림.

### 시간의 순환
루돌프 지메크는 리프와 리프트라시르가 라그나로크에서 생존한 것을 “인류기원론의 반복적 사례로, 에다 종말론의 순환적 성격에서 이해할 수 있다”라고 했다. 지메크에 따르면 호드미미스 홀트는 “문자 그대로 두 사람이 숨을 수 있었던 나무 또는 숲이라고 이해해서는 안 되며, 이것은 세계수 위그드라실을 가리키는 또다른 이름인 것이다. 고로 통나무를 가지고 최초의 인간(아스크와 엠블라)을 만들었던 것이 라그나로크 이후에되 반복되는 셈이다." 시메크는 게르만 일대에서 인간이 나무에서 유래했다는 생각이 매우 오래된 것이며, 바이에른 지역의 전설 중에 한 양치기가 나무구멍 속에 살아서 역병을 피하고 그 양치기의 후손들이 역병 이후의 세상에 번창하게 되었다(F. R. Schröder 재인용)는 것과 유사하다고 말한다. 또한 티르빙 대계의 등장인물인 오르바오드는 “나무-인간으로 살고 나서 회춘했다“(Ǫrvar-Odds saga 24–27)"는 것을 지적한다.

### 무스필리, 헬리안드, 그리고 기독교
9세기에 쓰여진 고대고지독일어 서사시 《무스필리》와 라그나로크 사이의 관계에 대한 이론들이 제시되고 있다. 《무스필리》의 내용은 기독교의 최후의 심판에 관한 것이며, 내용 중 "무스필레"(Muspille)라는 단어가 나타난다. 또한 9세기에 쓰여진 예수의 삶에 대한 고대 색슨어 서사시 《헬리안드》에도 "무스필리"라는 단어의 다양한 변형들이 나타난다. 《무스필리》와 《헬리안드》에서 모두 "무스필리"라는 단어는 불로 인한 세계의 멸망을 가리키는 말로 사용된다. 라그나로크에서는 "무스필리"의 노르드어에 해당하는 "무스펠"이라는 말이 라그나로크 때 등장하며, 라그나로크 역시 세계가 불길에 집어삼켜진다. 이런 공통점이 있고 이 단어들의 의미 및 기원에 대한 다양한 이론들이 제기되고 있으나, 그 어원은 아직까지 명확히 밝혀지지 못하고 있다.

### 인도유럽조어 사용자들
노르드 신화의 라그나로크와 다른 인도유럽어족 신화들 사이의 유사성이 지적되고 있다. 세계구급 혹한인 핌불베트르는 페르시아의 분다히신 및 이마와 비교할 수 있고, 비다르가 펜리르의 입을 "밟아" 찢어죽인 것은 인도 베다에서 비슈누가 바마나로 화하여 세 "걸음" 만에 지상과 천상을 모두 덮은 이야기와 비교할 수 있다. 보다 큰 그림을 보면 인도유럽어족 문화들에서 나타나는 "최후의 전쟁"이라는 테마들을 서로 비교할 수도 있다. 예컨대 이 "최후의 전쟁"에서 맹인 또는 반맹인의 등장인물이 나올 때가 있는데, 이런 인물은 갑작스럽게 놀라운 기량을 나타낸다.

### 화산 분출
힐다 엘리스 데이비드슨은 〈무녀의 예언〉에서 신들이 죽고 난 뒤 일어나는 일들(태양이 검은색으로 변하고, 증기가 올라오고, 불길이 하늘에 닿고)이 아이슬란드의 화산 분출에서 영감을 받은 것일 수 있다고 본다. 아이슬란드의 화산 분출 양상은 〈무녀의 예언〉에서 묘사된 일련의 사건들과 강한 유사성을 보이며, 특히 1783년 라키 화산의 분화가 그러하다. 베르타 필포츠는 수르트라는 존재가 아이슬란드의 화산 분출에서 비롯된 것이며, 그는 화산의 악마라는 이론을 제시했다. 지금도 수르트의 이름은 수르트셸리르 화산동굴 등 아이슬란드의 지명으로 사용되고 있다.

### 산중 거주자의 이야기
〈산중 거주자의 이야기〉(Bergbúa þáttr)는 13세기에 쓰인 사트르(일종의 단편소설)로, 여기 등장하는 요툰의 입을 빌어 노르드 신화 이야기를 하고 있다. 토르드(Thórd)와 그의 하인이 겨울날 교회로 가다가 길을 잃어서 동굴에 들어가 그날 밤을 나기로 했다. 동굴에 들어가자 소음이 들리면서 한 쌍의 불타는 듯한 눈이 드러났다. 그리고 그 눈은 12절짜리 시를 암송한다. 이 시에는 토르가 언급되는 등 노르드 신화가 드러나는데, 세계 멸망의 예언("산이 떨고, 땅이 움직이고, 인간들은 열수에 삶아지고 불에 타리라")도 하고 있다. 제10절에서는 수르트가 불을 지르는 이야기도 나온다. 존 린도우는 이 시의 내용이 “라그나로크에서 거인과 인간이 모두 파괴되는” 광경을 묘사한 것일 수 있다고 말한다. 하지만 동시에 그는 “예언에서 언급되는 땅이 갈라지는 현상은 아이슬란드에서 흔하게 볼 수 있는 화산활동과도 일치한다”는 말도 덧붙이고 있다.

## 참고 자료
- Bailey, Richard N. (2002). “Scandinavian Myth on Viking-period Stone Sculpture in England”.   Barnes, Geraldine; Ross, Margaret Clunies. Old Norse Myths, Literature, and Society (PDF). Sydney: University of Sydney. ISBN 1-86487-316-7. 2009년 9월 14일에 원본 문서 (PDF)에서 보존된 문서. 2014년 11월 4일에 확인함.
- Bellows, Henry Adams (2004). The Poetic Edda: The Mythological Poems. Dover Publications. ISBN 0-486-43710-8.
- Bjordvand, Harald; Lindeman, Fredrik Otto (2007). Våre arveord. Novus. ISBN 978-82-7099-467-0.
- Jesse Byock (Trans.) (2005). The Prose Edda. Penguin Classics. ISBN 0-14-044755-5.
- Dronke, Ursula (Trans.) (1997). The Poetic Edda: Volume II: Mythological Poems. Oxford University Press. ISBN 0-19-811181-9.
- Davidson, H. R. Ellis (1990). Gods and Myths of Northern Europe. Penguin Books. ISBN 0-14-013627-4.
- Fazio, Michael W.; Moffett, Marian; Wodehouse, Lawrence (2003). A World History of Architecture. McGraw-Hill Professional. ISBN 0-07-141751-6.
- Bernharðsson, Haraldur (2007). “Old Icelandic Ragnarök and Ragnarökkr”.   Nussbaum, Alan J. Verba Docenti. 25–38쪽. ISBN 0-9747927-3-X.
- Hopkins, Joseph S. (2014). “The 'Viking Apocalypse' of 22nd February 2014: An Analysis of the Jorvik Viking Center's Ragnarök and Its Media Reception” (PDF). RMN Newsletter (University of Helsinki) 8: 7–12. ISSN 2324-0636.
- Hunter, John; Ralston, Ian (1999). The Archaeology of Britain: An Introduction from the Upper Palaeolithic to the Industrial Revolution. Routledge. ISBN 978-0-415-13588-7.
- Jansson, Sven B. (1987). Runes in Sweden. Stockholm, Gidlund. ISBN 91-7844-067-X.
- Larrington, Carolyne (Trans.) (1999). The Poetic Edda. Oxford World's Classics. ISBN 0-19-283946-2.
- Lindow, John (2001). Norse Mythology: A Guide to Gods, Heroes, Rituals, and Beliefs. Oxford University Press. ISBN 0-19-515382-0.
- MacLeod, Mindy; Mees, Bernard (2006). Runic Amulets and Magic Objects. Boydell Press. ISBN 1-84383-205-4.
- Mallory, J. P.; Adams, Douglas Q. (1997). Encyclopedia of Indo-European Culture. Taylor & Francis. ISBN 1-884964-98-2.
- Orchard, Andy (1997). Dictionary of Norse Myth and Legend. Cassell. ISBN 0-304-34520-2.
- Phillpotts, Bertha (1905). “Surt”. Arkiv för Nordisk Filologi 21: 14 ff.
- Pluskowski, Aleks (2004). “Apocalyptic Monsters: Animal Inspirations for the Iconography of Medieval Northern Devourers”.   Bildhauer, Bettina; Mills, Robert. The Monstrous Middle Ages. University of Toronto Press. ISBN 0-8020-8667-5.
- Rundata 2.0 for Windows.
- Schapiro, Meyer (1942). “'Cain's Jaw-Bone that Did the First Murder'”. The Art Bulletin 24 (3): 205–212. doi:10.2307/3046829. JSTOR 3046829.
- Schapiro, Meyer (1980). Late Antique, Early Christian and Mediaeval Art. London: Chatto & Windus. ISBN 978-0-7011-2514-1.
- Simek, Rudolf (2007). Dictionary of Northern Mythology. translated by Angela Hall. D.S. Brewer. ISBN 0-85991-513-1.